# 하이 롤러 (라스베이거스의 롤러코스터)

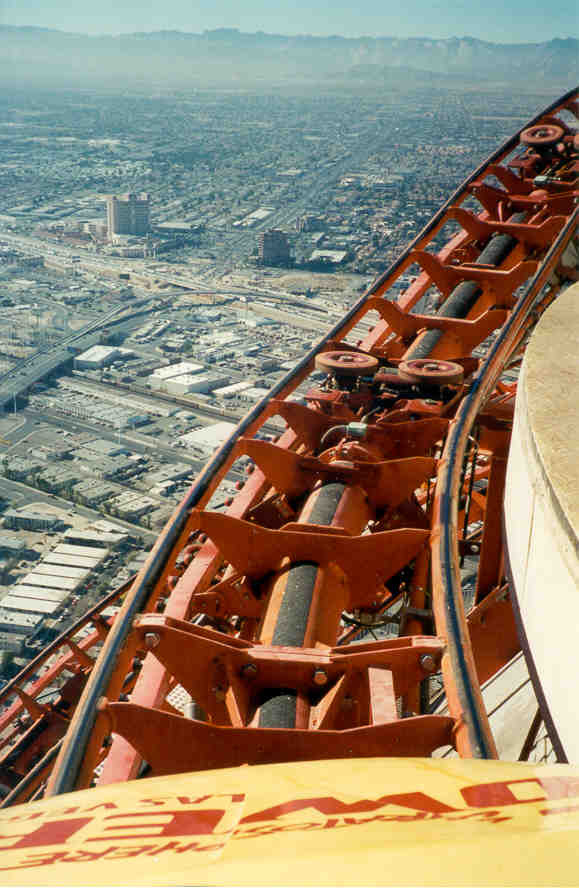
하이 롤러

하이 롤러(High Roller)는 세계에서 가장 높이 있는 롤러코스터 중 하나이다. 스트래토스피어 라스베이거스에 위치해 있다. S&MC가 만들었으며, 1996년 4월 29일 시작하여 2005년 12월 30일까지 운행하였다. 상상원정대가 첫 번째 방송에서 이 롤러코스터를 탔다.

## 같이 보기
- 빅 샷 (놀이기구)